# Marcin Matkowski
Marcin Matkowski (ur. 15 stycznia 1981 w Barlinku) – polski tenisista, specjalista gry podwójnej, siedmiokrotny uczestnik deblowego turnieju Masters dla 8 najlepszych debli na świecie, reprezentant w Pucharze Davisa, olimpijczyk, Ambasador Szczecina.

## Życiorys

### Wczesne lata
Syn Zbigniewa i Jolanty, treningi tenisowe rozpoczął jako 8-latek. Absolwent V Liceum Ogólnokształcącego w Szczecinie. W latach 2001–2003 studiował ekonomię na Uniwersytecie Kalifornijskim w Los Angeles (nie ukończył studiów), w 2003 rozpoczął występy w gronie tenisistów zawodowych.

### 2001-2003
W 2001 wygrał w parze z Mariuszem Fyrstenbergiem turniej challengerowy w Szczecinie. Właśnie z tym zawodnikiem stworzył wkrótce udaną parę, która w 2004 przebiła się do czołowej dwudziestki rankingu najlepszych debli na świecie. W 2002 razem z Fyrstenbergiem wygrali kolejny challenger (we włoskim Manerbio), a w 2003 pierwszy turniej w cyklu ATP World Tour – w Sopocie. W 2003 wygrali wspólnie ponadto challengery w Hilversum, Manerbio, Szczecinie i Akwizgranie. Te wyniki, a także udany początek kolejnego sezonu (m.in. wygrana w turnieju ATP World Tour w brazylijskim Costa Do Sauipe w lutym 2004), dały polskiemu deblowi znaczący awans w rankingu oraz umożliwiły debiut w imprezach najwyższej rangi – turniejach wielkoszlemowych oraz turniejach ATP Masters Series.

### 2004
Na turnieju French Open 2004 Matkowski z Fyrstenbergiem osiągnęli III rundę. Matkowski powtórzył ten wynik rok później, ale występując w parze z Niemcem Alexandrem Waske (pokonali m.in. wysoko notowanych Francuzów Santoro i Llodrę). Po krótkim okresie występów z innymi partnerami Matkowski z Fyrstenbergiem odnowili współpracę latem 2005; ponownie wygrali turniej ATP World Tour w Sopocie, byli w finale w Palermo, po raz trzeci wygrali wspólnie challenger szczeciński.
W lipcu 2004 Marcin Matkowski był sklasyfikowany na pozycji nr 34 w rankingu deblistów. W grze pojedynczej prawie nie występuje, najwyżej był notowany na miejscu 647 na świecie (u progu kariery w listopadzie 2000). Jest zawodnikiem praworęcznym, jako swoje najlepsze uderzenia wymienia serwis i forhend.
W sierpniu 2004 w parze z Mariuszem Fyrstenbergiem uczestniczył w igrzyskach olimpijskich w Atenach; Polacy zakończyli start na I rundzie, po porażce ze Szwajcarami Rogererem Federerem i Yves’em Allegro. Matkowski broni barw narodowych także w Pucharze Davisa (głównie w deblu z Fyrstenbergiem), do końca 2005 wygrał 8 pojedynków, przegrał 4.

### 2006
Udanie polska para rozpoczęła sezon 2006 – pokonali na turnieju w Sydney czołowych deblistów świata Daniela Nestora (Kanada) i Marka Knowlesa (Wyspy Bahama), a w wielkoszlemowym Australian Open osiągnęli po raz pierwszy w karierze półfinał.
Na koniec roku para Fyrstenberg – Matkowski zakwalifikowała się do prestiżowego turnieju Masters kończącego sezon w którym bierze co roku udział 8 najlepszych par deblowych sezonu, Polacy nie wygrali tam meczu, jednak sam udział był historycznym sukcesem tego debla.

### 2007
W 2007 roku dotarł do ćwierćfinału miksta na kortach Wimbledonu. Występował tam w parze z Carą Black.
W październiku, dużym sukcesem zakończył się dla Matkowskiego występ w prestiżowych zawodach z cyklu Masters Series ATP w Madrycie. W grze podwójnej razem z Fyrstenbergiem osiągnęli finał imprezy, ulegając w nim braciom Bob Bryan i Mike Bryan 3/6 6/7(4). W końcówce 2007 debel Fyrstenberg-Matkowski wygrał turniej ATP World Tour w Wiedniu, a tydzień wcześniej dotarł do finału imprezy we francuskim Metz.

### 2008
Po zwycięstwie w turnieju ATP w Warszawie (czerwiec 2008) para Fyrstenberg-Matkowski awansowała na 6. miejsce w rankingu Doubles Race, czyli rankingu najlepszych par deblowych w 2008 roku. Życiowy sukces odnieśli w październiku startując w turnieju Mutua Madrilena Masters Madrid Masters Series ATP na twardych kortach w Madrycie, pokonując pod drodze cztery bardziej utytułowane od siebie pary: w II rundzie (I rundę mieli wolną dzięki rozstawieniu z „7”) pokonali francuską parę Clément/Llodra 7:5 7:6 (16-14), w ćwierćfinale wygrali z rozstawionymi z „2” Nestorem i Zimonjicem, by w półfinale wyeliminować parę Coetzee/Moodie z RPA. W finale debla polska para 6:7(4-7) 7:6(7-5) 12-10 pokonała 6:4, 6:2 Mahesha Bhupathi z Indii i Marka Knowlesa z Wysp Bahama. Po dojściu do półfinału turnieju w Paryżu (Masters Series Atp) znaleźli się na 8. miejscu w rankingu Doubles Race, co nie dało im awansu na Turniej Mistrzów w Szanghaju (na turniej zakwalifikowało się 7 pierwszych par z rankingu oraz z „dziką kartą” debel Cuevas/Horna – zwycięzcy Roland Garros). Polacy biorą jednak udział w Turnieju Mistrzów, gdyż Izraelczyk Erlich nie wyleczył swojej kontuzji, umożliwiając tym samym start Polakom. W pierwszym spotkaniu polscy debliści (rozstawieni z „7”) starli się z rozstawionymi z „2” Nestorem i Zimonjić po zaciętej walce przegrali z późniejszymi triumfatorami tej imprezy 6:7 (4-7), 7:5, 4:10. W drugim meczu Fyrstenberg/Matkowski odnieśli pierwsze zwycięstwo w historii swoich startów w Turnieju Mistrzów pokonując parę Lukáš Dlouhý/Leander Paes 7:6(2), 6:3. O awansie z grupy decydował trzeci mecz, 14 listopada debel Fyrstenberg-Matkowski pokonał 6:2, 1:6, 10:6 Szweda Jonasa Björkmana i Kevina Ullyetta z Zimbabwe (nr 4.) zapewniając sobie awans do półfinału, co jest jednym z największych sukcesów w ich karierze. W półfinale czekał na nich najlepszy debel świata: Bob Bryan ze swoim bratem bliźniakiem – Mikiem. Amerykanie okazali się lepsi wygrywając 6:4, 6:4.

## Statystyki kariery

### Indywidualnie

#### Historia występów w grze mieszanej
| Australian Open | A    | A   | A    | 1RCB | 2RMT | 1RLR | 1RKP | 2ROG | 2RHS | SFKP | 2RKP | 1RKP | 6–9   |
| French Open     | A    | A   | QFBS | 2RSB | 1RCW | 2RLR | QFTG | 2RCC | 2RAG | 1RKP | 1RKP | FLH  | 11–10 |
| Wimbledon       | 2RMW | A   | 1RMD | QFCB | 2RCW | 3RLR | 2RTG | 1RKJ | A    | QFKP | A    | QFJW | 10–9  |
| US Open         | A    | A   | A    | 1RCB | 2RCW | QFLR | 2ROG | QFOG | FKP  | QFKP | QFKP | 1RLH | 14–9  |
| Zw.-Por.        | 1–1  | 0–0 | 1–2  | 3–4  | 3–4  | 4–4  | 4–4  | 4–4  | 6–3  | 6–4  | 3–3  | 6–4  | 41–37 |

| Partnerki |                      |
| SB        | Sybille Bammer       |
| CB        | Cara Black           |
| CC        | Chuang Chia-jung     |
| MD        | Marta Domachowska    |
| TG        | Tathiana Garbin      |
| OG        | Wolha Hawarcowa      |
| LH        | Lucie Hradecká       |
| AG        | Anna-Lena Grönefeld  |
| KJ        | Klaudia Jans-Ignacik |
| KP        | Květa Peschke        |
| LR        | Lisa Raymond         |
| BS        | Bryanne Stewart      |
| HS        | Hsieh Su-wei         |
| MT        | Meilen Tu            |
| MW        | Mashona Washington   |
| JW        | Jelena Wiesnina      |
| CW        | Caroline Wozniacki   |

#### Gra podwójna
| Końcowy wynik | Nr | Data             | Turniej      | Nawierzchnia  | Partner        | Przeciwnicy                 | Wynik finału      |
| ------------- | -- | ---------------- | ------------ | ------------- | -------------- | --------------------------- | ----------------- |
| Zwycięzca     | 1. | 27 września 2014 | Kuala Lumpur | Twarda (hala) | Leander Paes   | Jamie Murray John Peers     | 3:6, 7:6(5), 10–5 |
| Finalista     | 1. | 10 maja 2015     | Madryt       | Ceglana       | Nenad Zimonjić | Rohan Bopanna Florin Mergea | 2:6, 7:6(5), 9–11 |

#### Gra mieszana

##### Finalista (2)
| Nr | Rok  | Turniej     | Nawierzchnia | Partnerka      | Przeciwnicy w finale              | Wynik finału       |
| 1. | 2012 | US Open     | Twarda       | Květa Peschke  | Jekatierina Makarowa Bruno Soares | 7:6(8), 1:6, 10–12 |
| 2. | 2015 | French Open | Ceglana      | Lucie Hradecká | Bethanie Mattek-Sands Mike Bryan  | 6:7(3), 1:6        |

#### Puchar Davisa
Marcin Matkowski reprezentuje Polskę w Pucharze Davisa od roku 2000. W ciągu dwunastu edycji w których wystąpił (nie grał w 2002) rozegrał 33 mecze, w tym 6 singlowych i 27 deblowych. 23 meczów wygrał, 10 przegrał.
|                                                    |                                  |                |                                                       |                            |  |  |  |  |  |  |  |  |  |  |  |  |  |  |  |  |
| Puchar Davisa 2000 (Strefa Europa/Afryka grupa II) |                                  |                |                                                       |                            |  |  |  |  |  |  |  |  |  |  |  |  |  |  |  |  |
| Runda I                                            | Polska – Estonia (4:1)           | 28–30 kwietnia | Matkowski/Nijaki – Künnap/Vahkal                      | 6:2, 7:6(8), 6:7(5), 6:4   |  |  |  |  |  |  |  |  |  |  |  |  |  |  |  |  |
| Runda I                                            | Polska – Estonia (4:1)           | 28–30 kwietnia | Marcin Matkowski – Rene Busch                         | 6:2, 3:6, 6:1              |  |  |  |  |  |  |  |  |  |  |  |  |  |  |  |  |
| Ćwierćfinał                                        | Polska – Słowenia (2:3)          | 21–23 lipca    | Matkowski/Kwinta – Kračman/Tkalec                     | 6:4, 6:4, 7:6(3)           |  |  |  |  |  |  |  |  |  |  |  |  |  |  |  |  |
| Puchar Davisa 2001 (Strefa Europa/Afryka grupa II) |                                  |                |                                                       |                            |  |  |  |  |  |  |  |  |  |  |  |  |  |  |  |  |
| Baraże o degradację                                | Polska – Jugosławia (2:3)        | 20–22 lipca    | Matkowski/Dąbrowski – Dulic-Fiser/Tipsarević          | 4:6, 3:6, 3:6              |  |  |  |  |  |  |  |  |  |  |  |  |  |  |  |  |
| Puchar Davisa 2003 (Strefa Europa/Afryka grupa II) |                                  |                |                                                       |                            |  |  |  |  |  |  |  |  |  |  |  |  |  |  |  |  |
| Runda I                                            | Polska – RPA (2:3)               | 4–6 kwietnia   | Matkowski/Fyrstenberg – Adams/Koenig                  | 6:4, 4:6, 2:6, 4:6         |  |  |  |  |  |  |  |  |  |  |  |  |  |  |  |  |
| Baraże o degradację                                | Polska – Monako (5:0)            | 11–13 lipca    | Matkowski/Nijaki – Coullard/Heussner                  | 7:6(3), 6:4, 6:3           |  |  |  |  |  |  |  |  |  |  |  |  |  |  |  |  |
| Baraże o degradację                                | Polska – Monako (5:0)            | 11–13 lipca    | Marcin Matkowski – Emmanuel Heussner                  | 4:6, 6:3, 6:4              |  |  |  |  |  |  |  |  |  |  |  |  |  |  |  |  |
| Puchar Davisa 2004 (Strefa Europa/Afryka grupa II) |                                  |                |                                                       |                            |  |  |  |  |  |  |  |  |  |  |  |  |  |  |  |  |
| Runda I                                            | Polska – Słowenia (3:2)          | 9–11 kwietnia  | Matkowski/Fyrstenberg – Kračman/Ošabnik               | 6:1, 7:5, 7:6(2)           |  |  |  |  |  |  |  |  |  |  |  |  |  |  |  |  |
| Ćwierćfinał                                        | Polska – Algieria (4:1)          | 16–18 lipca    | Marcin Matkowski – Al-Amin Wahhab                     | 1:6, 7:5, 3:6, 4:6         |  |  |  |  |  |  |  |  |  |  |  |  |  |  |  |  |
| Ćwierćfinał                                        | Polska – Algieria (4:1)          | 16–18 lipca    | Matkowski/Fyrstenberg – Baba-Aissa/Henni              | 6:4, 6:1, 6:0              |  |  |  |  |  |  |  |  |  |  |  |  |  |  |  |  |
| Półfinał                                           | Polska – Włochy (2:3)            | 24–26 września | Matkowski/Fyrstenberg – Bertolini/Seppi               | 6:3, 2:6, 6:4, 6:4         |  |  |  |  |  |  |  |  |  |  |  |  |  |  |  |  |
| Puchar Davisa 2005 (Strefa Europa/Afryka grupa II) |                                  |                |                                                       |                            |  |  |  |  |  |  |  |  |  |  |  |  |  |  |  |  |
| Runda I                                            | Polska – Algieria (2:3)          | 4–6 marca      | Matkowski/Fyrstenberg – Wahhab/Saoudi                 | 6:7(2), 4:6, 6:3, 3:6      |  |  |  |  |  |  |  |  |  |  |  |  |  |  |  |  |
| Puchar Davisa 2006 (Strefa Europa/Afryka grupa II) |                                  |                |                                                       |                            |  |  |  |  |  |  |  |  |  |  |  |  |  |  |  |  |
| Runda I                                            | Polska – Łotwa (5:0)             | 7–9 kwietnia   | Matkowski/Fyrstenberg – Gulbis/Juška                  | 6:3, 7:6(4), 6:1           |  |  |  |  |  |  |  |  |  |  |  |  |  |  |  |  |
| Ćwierćfinał                                        | Polska – Gruzja (2:3)            | 21–23 lipca    | Matkowski/Fyrstenberg – Chikhladze/Labadze            | 6:1, 6:2, 6:4              |  |  |  |  |  |  |  |  |  |  |  |  |  |  |  |  |
| Puchar Davisa 2007 (Strefa Europa/Afryka grupa II) |                                  |                |                                                       |                            |  |  |  |  |  |  |  |  |  |  |  |  |  |  |  |  |
| Runda I                                            | Polska – Nigeria (5:0)           | 6–8 kwietnia   | Matkowski/Fyrstenberg – Babalola/Igbinovia            | 7:6(4), 7:5, 4:6, 6:1      |  |  |  |  |  |  |  |  |  |  |  |  |  |  |  |  |
| Ćwierćfinał                                        | Polska – Grecja (5:0)            | 20–22 lipca    | Matkowski/Fyrstenberg – Alexiou/Gemouchidis           | 6:4, 6:0, 6:1              |  |  |  |  |  |  |  |  |  |  |  |  |  |  |  |  |
| Ćwierćfinał                                        | Polska – Grecja (5:0)            | 20–22 lipca    | Marcin Matkowski – Elefterios Alexiou                 | 6:1, 6:2                   |  |  |  |  |  |  |  |  |  |  |  |  |  |  |  |  |
| Półfinał                                           | Polska – Maroko (4:1)            | 21–23 września | Matkowski/Fyrstenberg – El Amrani/Ziadi               | 6:3, 6:4, 6:2              |  |  |  |  |  |  |  |  |  |  |  |  |  |  |  |  |
| Półfinał                                           | Polska – Maroko (4:1)            | 21–23 września | Marcin Matkowski – Reda El Amrani                     | 6:1, 6:4                   |  |  |  |  |  |  |  |  |  |  |  |  |  |  |  |  |
| Puchar Davisa 2008 (Strefa Europa/Afryka grupa I)  |                                  |                |                                                       |                            |  |  |  |  |  |  |  |  |  |  |  |  |  |  |  |  |
| Runda I                                            | Polska – Szwajcaria (1:4)        | 8–10 lutego    | Matkowski/Fyrstenberg – Allegro/Lammer                | 4:6, 3:6, 6:2, 3:6         |  |  |  |  |  |  |  |  |  |  |  |  |  |  |  |  |
| Baraże o degradację                                | Polska – Białoruś (4:1)          | 18–20 lipca    | Matkowski/Fyrstenberg – Karatchenia/Katliarov         | 6:4, 6:0, 6:2              |  |  |  |  |  |  |  |  |  |  |  |  |  |  |  |  |
| Puchar Davisa 2009 (Strefa Europa/Afryka grupa I)  |                                  |                |                                                       |                            |  |  |  |  |  |  |  |  |  |  |  |  |  |  |  |  |
| Ćwierćfinał                                        | Polska – Belgia (1:4)            | 6–8 marca      | Matkowski/Panfil – Darcis/Rochus                      | 3:6, 6:7(1), 3:6           |  |  |  |  |  |  |  |  |  |  |  |  |  |  |  |  |
| Baraże o degradację                                | Polska – Wielka Brytania (3:2)   | 18–20 września | Matkowski/Fyrstenberg – Hutchins/Murray               | 7:5, 3:6, 6:3, 6:2         |  |  |  |  |  |  |  |  |  |  |  |  |  |  |  |  |
| Puchar Davisa 2010 (Strefa Europa/Afryka grupa I)  |                                  |                |                                                       |                            |  |  |  |  |  |  |  |  |  |  |  |  |  |  |  |  |
| Runda I                                            | Polska – Finlandia (2:3)         | 5–7 marca      | Fyrstenberg/Matkowski – Kontinen/Nieminen             | 6:4, 7:6(4), 4:6, 6:3      |  |  |  |  |  |  |  |  |  |  |  |  |  |  |  |  |
| Baraże o degradację                                | Polska – Łotwa (3:2)             | 17–19 września | Fyrstenberg/Matkowski – Pavlovs/Juška                 | 6:3, 6:4, 7:6(4)           |  |  |  |  |  |  |  |  |  |  |  |  |  |  |  |  |
| Puchar Davisa 2011 (Strefa Europa/Afryka grupa I)  |                                  |                |                                                       |                            |  |  |  |  |  |  |  |  |  |  |  |  |  |  |  |  |
| Runda II                                           | Polska – Izrael (2:3)            | 4–6 marca      | Fyrstenberg/Matkowski – Erlich/Ram                    | 6:4, 4:6, 3:6, 1:6         |  |  |  |  |  |  |  |  |  |  |  |  |  |  |  |  |
| Baraże o degradację                                | Polska – Finlandia (2:3)         | 16–18 września | Fyrstenberg/Matkowski – Kontinen/Nieminen             | 6:7(1), 6:7(5), 4:6        |  |  |  |  |  |  |  |  |  |  |  |  |  |  |  |  |
| Puchar Davisa 2012 (Strefa Europa/Afryka grupa II) |                                  |                |                                                       |                            |  |  |  |  |  |  |  |  |  |  |  |  |  |  |  |  |
| Runda I                                            | Polska – Madagaskar (5:0)        | 10–12 lutego   | Fyrstenberg/Matkowski – Rakotondramanga/Ramiaramanana | 6:1, 6:4, 6:4              |  |  |  |  |  |  |  |  |  |  |  |  |  |  |  |  |
| Ćwierćfinał                                        | Polska – Estonia (4:1)           | 6–8 kwietnia   | Fyrstenberg/Matkowski – Kunnap/Zopp                   | 7:6(5), 7:5, 6:4           |  |  |  |  |  |  |  |  |  |  |  |  |  |  |  |  |
| Półfinał                                           | Polska – Białoruś (3:2)          | 14–16 września | Fyrstenberg/Matkowski – Bury/Mirny                    | 6:4, 7:6(5), 6:7(3), 6:4   |  |  |  |  |  |  |  |  |  |  |  |  |  |  |  |  |
| Półfinał                                           | Polska – Białoruś (3:2)          | 14–16 września | Marcin Matkowski – Alaksandr Bury                     | 3:6, 3:6                   |  |  |  |  |  |  |  |  |  |  |  |  |  |  |  |  |
| Puchar Davisa 2013 (Strefa Europa/Afryka grupa I)  |                                  |                |                                                       |                            |  |  |  |  |  |  |  |  |  |  |  |  |  |  |  |  |
| Runda I                                            | Polska – Słowenia (3:2)          | 1–3 lutego     | Fyrstenberg/Matkowski – Kavčič/Žemlja                 | 3:6, 6:2, 2:6, 6:4, 11:13  |  |  |  |  |  |  |  |  |  |  |  |  |  |  |  |  |
| Ćwierćfinał                                        | Polska – Południowa Afryka (3:1) | 5–7 kwietnia   | Fyrstenberg/Matkowski – Andersen/de Voest             | 7:5, 7:6(2), 7:5           |  |  |  |  |  |  |  |  |  |  |  |  |  |  |  |  |
| Baraże o Grupę Światową                            | Polska – Australia (1:4)         | 13–15 września | Fyrstenberg/Matkowski – Kyrgios/Guccione              | 5:7, 6:4, 6:2, 6:7(5), 6:4 |  |  |  |  |  |  |  |  |  |  |  |  |  |  |  |  |

Wszystkie puchary (18.) Marcina Matkowskiego, pięciokrotnego uczestnika Turnieju Masters, 15 razy zdobyte z Mariuszem Fyrstenbergiem.
2003 🏆 Sopot
2004 🏆 Costa Do Sauipe
2005 🏆 Sopot
2006 🏆 Bukareszt
2007 🏆🏆 Wiedeń, Sopot
2008 🏆🏆 Madryt, Warszawa
2009 🏆🏆 Eastbourne, Kuala Lumpur
2010 🏆 Eastbourne
2012 🏆🏆 Barcelona, Madryt
2013 🏆 Hamburg
2014 🏆🏆 Metz, Kuala Lumpur (z Hindusem Leanderem Paesem)
2016 🏆 Tokio (z Hiszpanem Marcelelem Granollers-Pujolem)
2017 🏆 Auckland (z Pakistańczykiem Aisamem Ul Haq Qureshi)